# 因为我是警察
《因为我是警察》，是一位中華人民共和國河南省开封市兰考县的80后民警彭沛在战友因公牺牲之后，有感而发创作的一首歌曲。歌曲在上传至网络后，引来了大量的点击率，直逼一线歌手。彭沛也因此被调往兰考县公安局宣传科工作。

## 歌曲作者
彭沛本是河南省开封市兰考县公安局三义寨乡派出所的民警，他2006年从一所警校毕业，2007年8月开始在三义寨乡派出所工作，是中国大陆典型的80后一代。他自小就喜欢音乐，在警校就读时还与人组建过乐队，2010年3月，兰考县公安局副局长孔令涛不幸殉职，悼念副局长的场面使彭沛非常感动，之后的日子他便打算用音乐的方式表达自己的内心，《因为我是警察》这首歌曲由此而诞生。